# Sídlisko Ťahanovce
Sídlisko Ťahanovce je městská část Košic, součást okresu Košice I. Leží na severovýchodním okraji města a sousedí s městskými částmi Ťahanovce, Sever, Džungľa a Dargovských hrdinov.
Jádro městské části tvoří panelové sídliště postavené v letech 1984 až 1997 na levobřežní říční terase řeky Hornád nad obcí Ťahanovce, která byla v minulosti určena kvůli plánované expanzi sídliště na asanaci. Sídliště Ťahanovce, které je nejmladší ve městě, v současnosti obývá přes 23 tisíc obyvatel.

## Poloha
Městská část Košice - Sídlisko Ťahanovce se rozprostírá v severovýchodní části Košic, v severním závěru bočního Hornádskou údolí Košické kotliny, východně od bývalé samostatné obce Ťahanovce, přičemž podstatná obytná část intravilánu této nové městské části se rozprostírá přímo na pozemcích bývalé samostatné obce, nad levobřežní částí říční terasy řeky Hornád.
Přirozeným sousedem této městské části na západě a z velké části i na severu je Městská část Košice - Ťahanovce (její severní lokality Dariusova hora, Skalky a roklina potůčku Hájik). Na severu a severovýchodě je Městská část Košice - Sídlisko Ťahanovce obklopená lesem. Lesní lokality Moňok a Panský les jsou již součástí Městské části Košice - Sídlisko Ťahanovce a mají spíše charakter lesoparku.
Z jihu a jihovýchodu městskou část odděluje poměrné strmá rokle potůčku Moňok od lesního celku Košická hora. V nivě tohoto lesního potoka vede státní silnice I/68 (evropská E50) vybudovaná v parametrech rychlostní silnice, která plní funkci dálničního přivaděče k dálnici D1 do Prešova, na kterou je městská část napojena mimoúrovňovou křižovatkou. Jižní hranice této městské části pokračuje od této křižovatky až po most přes Hornád.
Od centra města Košice je střed této městské části vzdálen přibližně 5 kilometrů, nejvzdálenější městskou částí je Šaca, která je od Městské části Košice - Sídlisko Ťahanovce vzdálená vzdušnou čarou 15 km a nejkratší cestou 21 kilometrů.

### Části
Městská část je pro potřeby samosprávy rozdělena na tři části: Ťahanovce I, Ťahanovce II a Ťahanovce III. V dobách výstavby se sídliště členilo na části Ťahanovce I (první etapa), Ťahanovce II (druhá etapa) a Ťahanovce-západ (třetí etapa výstavby sídliště na místě obce Ťahanovce). Druhá etapa výstavby však byla v roce 1989 na určitý čas přerušena a nakonec se zrealizovala jen v omezené míře, proto se původní územně-plánovací členění neujalo a nepřeneslo se do samosprávy.

### Ulice
V současnosti se v městské části nachází 24 ulic. Uliční názvy byly vybírány z geografických názvů (kontinenty, země a jejich hlavní města), ale během dělení Košic na městské části v roce 1990 byly k městské části přičleněny i ulice, které nepatří do hlavního intravilánu panelového sídliště a jejich názvy již nezapadají do zvoleného systému.
Na sídlišti jsou vyčleněny čtyři hlavní komunikace - třídy, které nesou názvy kontinentů: Americká trieda, Australská trieda, Ázijská trieda a Európska trieda. Tyto názvy však vznikly dodatečným přejmenováním původní Třídy solidarity (Americká trieda ), Třídy přátelství (Ázijská a Australská trieda ) a Třídy družby (Európska trieda).
V první části sídliště byly ulice pojmenovávány výlučně po socialistických zemích a jejich hlavních městech: Belehradská, Berlínska, Budapeštianska, Bukureštská, Čínska, Hanojská, Havanská, Juhoslovanská, Maďarská, Pekinská, Sofijská a Varšavská.
Pro druhou etapu byly připraveny názvy ulic podle bývalých svazových republik Sovětského svazu. Její výstavbu však přerušila něžná revoluce a vzhledem k politické změny se změnily i původně plánované názvy ulic, které byly dokončeny: Aténska (v původně Ruská), Bruselská (Beloruská), Helsinská (Estonska) a Viedenská (Lotyšská). Postavena byla i Madridská ulice (původně Turkménska), ale území, na kterém byla postavena v roce 1990 připadlo městské části Ťahanovce.
Druhá etapa byla zrealizována se značným zpožděním a pouze v omezeném rozsahu. Nedokončeno zůstalo sedm ulic - Arménska, Gruzínska, Kazašská, Kirgizská, Litovská, Tadžická a Uzbecká - a část Australské třídy.

### Vodní toky
Jihozápadní hranici městské části částečně tvoří řeka Hornád, která je však od hlavního intravilánu panelového sídliště vzdálená vzdušnou čarou asi 1500 metrů. Územím městské části ještě částečně protéká potůček Moňok, který byl v minulosti zregulován a odveden do kanalizace v souvislosti s výstavbou mimoúrovňových křižovatek, silničního spojení na sídliště Ťahanovce a následným budováním velké komerční infrastruktury.

## Místní samospráva
Ve volbách do místních samospráv v roce 2010 byl starostou městské části zvolen Emil Petrvalský (SDKU-DS, KDH, MOST-HID), který v minulosti vykonával funkci zástupce bývalého starosty Cyrila Betuše (SOS, HZD, SRS).

### Místní zastupitelstvo
Místní zastupitelstvo se skládá z 23 poslanců - z toho 9 pochází z obvodu Ťahanovce I, 9 z obvodu Ťahanovce II a 5 z obvodu Ťahanovce III.

### Symboly obce
Zastupitelstvo v Košicích usnesením č. 1149/2006 na svém XXIV. jednání dne 7. září 2006 v souladu se zákonem o obcích schválilo Obecně závaznou vyhlášku města Košice č. 80 o znaku a vlajce městské části Košice-Sídlisko Ťahanovce.
Znak tvoří modrý štít na nízkém zlatém pažitu a stříbrná věžička s červenou střechou, ukončenou zlatým křížem.
Vlajka má podobu v jedné čtvrti od žerdi štípaného listu, jehož žerďová část je žluto - modro dělená, vlající část sestává ze čtyř podélných pruhů modrého, bílého, červeného a žlutého. Vlajka má poměr stran 2:3 a ukončena je třemi cípy, tj. dvěma zástřihy, sahajícími do třetiny její listu.

## Historie
Výstavba Sídliště Ťahanovce začala 18. května 1984. V prvních dvou letech probíhaly práce na inženýrských sítích a úpravy terénu. V roce 1987 vyrostly první dva paneláky na Třídě Solidarity (dnes Americká třída). Výstavba následně pokračovala až do roku 1989. V tom roce byl předán obyvatelům první okrsek sídliště, v roce 1991 začala výstavba druhého. Dokončen byl v roce 1993, ale ZŠ Bruselská ulice byla předána do užívání až v roce 1995 a obchodní centrum na téže ulici zůstalo dodnes nedostavěno (v současnosti Lidl). V letech 1996-1997 byl ještě vystavěn jeden panelák na Helsinské ulici (3. okrsek). Tehdy byla výstavba zastavena z důvodu nevypořádaných pozemků. 16. září 2008 na mimořádném zasedání místního zastupitelstva byla představena studie 4. okrsku sídliště. Začátek výstavby byl plánován na jaře roku 2009.

## Obyvatelstvo
Národnostní složení obyvatelstva (r.2001):
| Slováci    | 20 198 (89,68%) |
| Maďaři     | 553 (2,46%)     |
| Romové     | 474 (2,11%)     |
| Češi       | 193 (0,86%)     |
| Ukrajinci  | 228 (1,01%)     |
| Rusíni     | 114 (0,51%)     |
| Němci      | 21 (0,09%)      |
| Jiní       | 104 (0,46%)     |
| Nezjištění | 637 (2,83%)     |

### Plánované stavby
- Výstavba nového římskokatolického kostela na Americké třídě (2004 - 2012)
- Začátek výstavby IV. okrsku sídliště byl naplánován na rok 2009[10]
- Výstavba tramvajové dráhy na sídliště (od náměstí Maratonu Mieru přes Alvinczyho ulici směrem k hypermarketu Tesco a odtud na sídliště) do roku 2011 v rámci projektu Korida

#### Památky
Věžovitá stavba - zděný sloup - columna vero murata (místně hovorově "kaplička"): Tato stavba je hlavním motivem znaku této městské části. Nachází se v horní části areálu Národní dálniční společnosti (blízko hlavního výjezdu z městské části) a není veřejnosti volně dostupná. Byla postavena v polovině 17. století.
V publikaci věnované městské části Košice - Ťahanovce (bývalá samostatná obec Ťahanovce) se uvádí její postavení kolem roku 1730 na památku strašlivé epidemie z let 1709 - 1710. V letech 2002 - 2007 proběhla její rozsáhlá rekonstrukce, kterou realizoval historik Gabrieľ Kládek. Podle záznamů byly v blízkosti této památky pohřbeni polští dobrovolníci z haličské legie (velitel pplk.Tchorznicki). Tito legionáři zahynuli v boji 11. prosince 1848, při krytí ústupu maďarských vojsk. Byli jejich součástí během tzv. 1. košické bitvy (bitva u Budimíru). Tato vojska porazil císařský generál podmaršal F. H. Schlick (Šlik).

#### Pomníky, pamětní tabule
Pietní místo posledního odpočinku polských legionářů připomíná pamětní tabule umístěna v blízkosti památky s nápisem:

U tohoto renesančního sloupu ze 17. století jsou pohřbeni polští legionáři, kteří padli v bojích při obraně Košic 11. prosince 1848.

### Parky

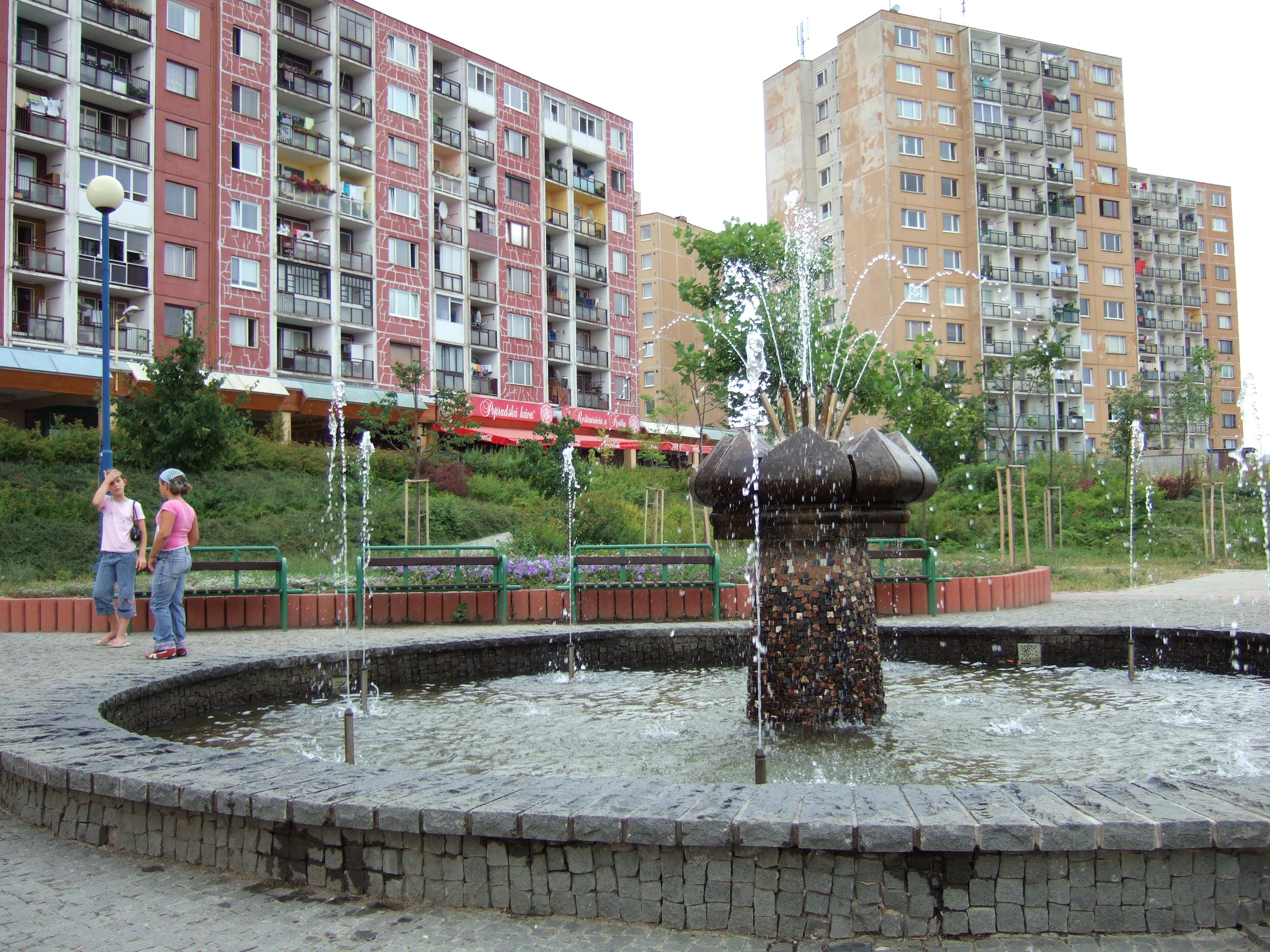
Fontána

- Parčík s fontánkou za budovou Squash centra na Americké třídě (otevřený v červnu 2001)

### Sport
- Squash & Fitness centrum, Americká třída
- Arena Bowling, Juhoslovanská ulice
- Skate Park, Európska třída zrušen !!
- Olympia Sport Centrum
- Karate klub UNION Košice

### Pravidelné akce
- "Spouštění" fontány v parku u kostele sv. Dominika Savia

## Hospodářství a infrastruktura

### Doprava
- Autobusová - linky č.. 10, 18, 25, 27, 36, 51, 54, 56, N1, RA5 a RA8.

### Veřejné instituce
- Místní úřad MČ Košice-Sídlisko Ťahanovce, Americká třída

### Školství

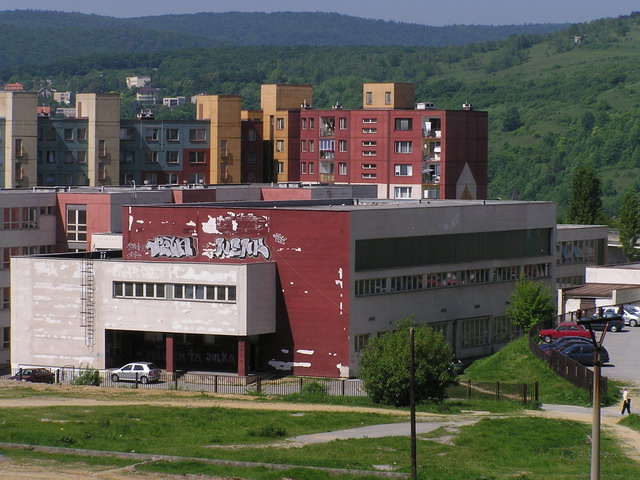
Základní škola na bruselské ulici

- Více mateřských a základní školy (kvůli vysokému počtu žáků I. stupně na ZŠ Bruselská fungují 2 elokované pracoviště na Aténské a Viedenské ulici)
- Střední ani vysoké školy se v této městské části nenacházejí

## Internet
V oblasti je vyvinuta kabelová infrastruktura společností T-Com, Antik, Orange, SWAN a UPC (Chello).

## Galerie

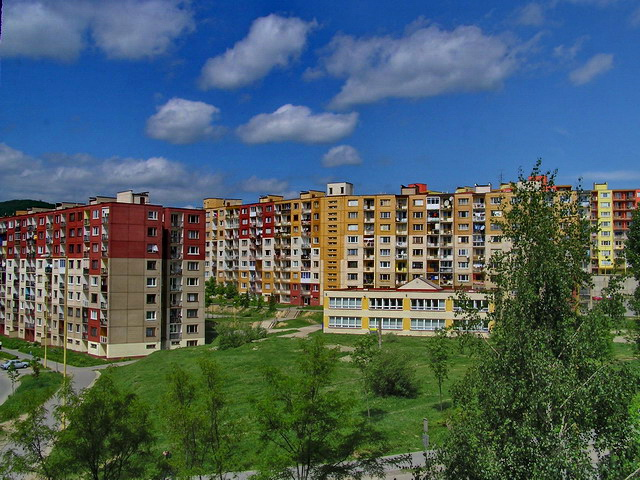
Aténska ulice
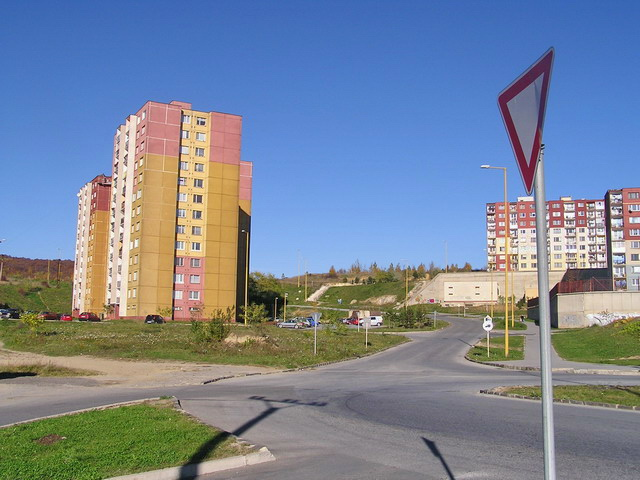
Madridská ulice
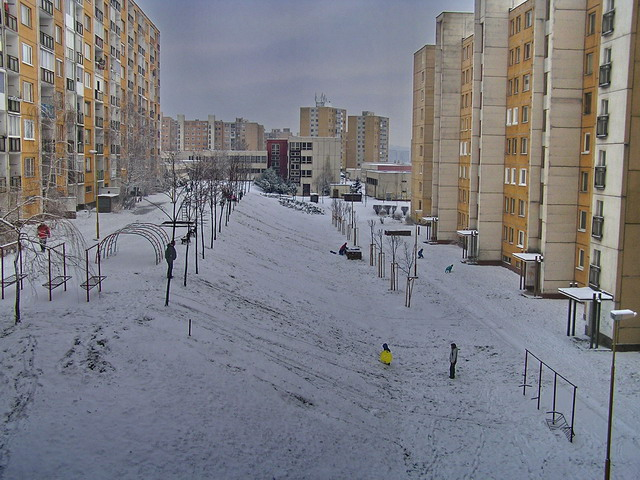
Berlínska a Bukureštská ulice v zimě
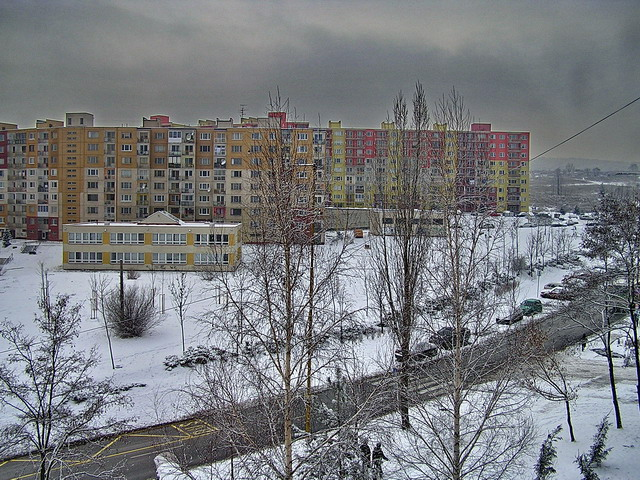
Európska třída v zimě